# 湯沛宜
湯沛宜（英語：ToTo Tong，1990年10月19日—），香港女藝人，2016年參選ViuTV選美節目《美選D.n.A》入到最後八強，2018年開始轉戰香港健美比賽，多次獲獎，包括2019香港健美及運動體適能錦標賽比堅尼模特第二名，2018香港健美及運動體適能錦標賽暨黃金聯賽（香港分站）本地賽第五名、職業賽第四名、比堅尼模特第六名。 
現役中國香港健美隊運動員

## 簡歷
湯沛宜在學時期已經兼職做模特兒同特約演員，曾於日本留學返香港後佢短暫做過日資公司文職，之後就全職做藝人工作。
2016年，佢參選ViuTV選美節目《美選D.n.A》，入最後八強。2017年湯沛宜在藝人陳蕊蕊老闆娘的「香港美人魚明星學院」教游水，希望宣揚美人魚泳式。陳蕊蕊、鄧詠雪及湯沛宜到將軍澳出席美人魚明星學院池畔派對，進行慈善義賣  。
2018年，佢報名參加香港小姐競選，入圍初選面試。同年，湯沛宜轉戰香港健美比賽，初次參選已獲得來自本地賽，職業賽及錦標賽比堅尼模特三個獎項。2019年，湯沛宜再次出戰健美比賽，奪得比堅尼模特亞軍。

## 演出作品

### 電影
- 2015年：《導火新聞線》
- 2016年：微電影《潛戰師》
- 2017年：《我要發達》
- 2017年：《一家大晒》
- 2019年：《生前約死後》
- 2019年：《掃毒2天地對決》
- 2022年：《被消失的凶案》
- 2022年：《邊緣行者》
- 2023年: 《無間一戰》飾 Ason女伴

### 電視節目（ViuTV）
- 2016年：《美選D.n.A》參賽者[10]
- 2017年：《男人講嘢》
- 2018年：《有病有真相》
- 2020年：《Show肌》
- 2020年：《鬼同妳上位》

### 電視劇（TVB）
- 2007年：《建築有情天》
- 2007年-2008年：《同事三分親》
- 2008年：《金石良緣》
- 2009年：《美麗高解像》

### 電視劇（ViuTV）
- 2019年：《黑市 — 嚇親萬理通》 飾演 探險者C
- 2019年：《黑市 — 黃牛》 飾演 高賣女

### MV
- 2008年：許志安《天下有情》
- 2015年：太極樂隊《愛你1314》
- 2016年：余震東《激光中@Downtown Funk》[11]
- 2016年：李國祥《給孩子的話》[12]

### 廣告
- 2NU Sunglasses [13]
- 2020年：Prime S - 純天然營養補充品 [14]

### 話劇
- 2018年：我就嚟係歌手 [15]

### 司儀
- 2016年：2016-2017全球微笑報告 暨全球微笑企業頒奬典禮大會司儀

### 代言
- Rx Beauty & Medical Group [16]

### 電視宣傳短片
- 2015年：競爭事務委員會 30秒電視宣傳短片[17]
- 2018年：團結香港基金 讓下一代看見[18]

## 奬項
| 年份      | 獎項                                                                    | 結果 |
|           |                                                                         |      |
| 2018年6月 | PCA PRO 及香港健美及運動體適能錦標賽暨黃金聯賽香港分站 職業賽「第四名」 | 獲獎 |
| 2018年6月 | PCA PRO 及香港健美及運動體適能錦標賽暨黃金聯賽香港分站 本地賽「第五名」 | 獲獎 |
| 2018年6月 | 香港健美及運動體適能錦標賽 比堅尼模特「第六名」                         | 獲獎 |
| 2019年9月 | 香港健美及運動體適能錦標賽 比堅尼模特「第二名」                         | 獲獎 |

## 外部連結
- 湯沛宜的Facebook專頁
- 湯沛宜的Instagram帳戶